# Christoffel Plantin
Christoffel Plantin (1520–1589), híres antwerpeni nyomdász és a kiadó-dinasztia alapítója. A neve előfordul Plantijn alakban is.
Franciaországból, St. Avertin-ből származott. 1548 körül telepedett le Antwerpenben. Könyvkötőként és bőrművesként dolgozott, majd 1555-ben lépett be a könyvpiacra mint nyomdász. Antwerpenben megalapította a De Gulden Passer, azaz Az Arany Körző nevű kiadót, mely 1576-ban költözött a Vrijdagmarkt térre.
Egyaránt kinyomtatta a reformáció és az ellenreformáció műveit. 1571-ben II. Fülöp spanyol király kizárólagos jogot (ún. privilegium) adott neki Spanyolország és gyarmatai összes liturgikus könyvének kinyomtatására és kereskedelmére, ugyanakkor 1578-ban Plantin lett a spanyol uralom ellen harcoló protestáns Egyesült Tartományok hivatalos nyomdásza is. 1575-ben már hetven főt alkalmazott és valóságos kiadói birodalmat épített ki, akik „kápolná”-nak nevezett egyfajta szakszervezetet alkottak, mely egészségügyi ellátást is nyújtott számukra. Ezzel Plantin jóval megelőzte a korát. Kiadóvállalata a németalföldi humanizmus egyik központja volt. Plantin nyomtatta ki Justus Lipsius és Rotterdami Erasmus szinte összes művét.
II. Fülöptől kieszközölte a híres Biblia Polyglotta (ötnyelvű biblia) kinyomtatását, hogy megerősítse katolikus elkötelezettségét és elhomályosítsa a protestáns művek kiadása terén végzett tevékenységét. Számos tudományos művet is kinyomtatott a földrajztudomány (Abraham Ortelius: Theatrum Orbis Terrarum Theatrum Orbis Terrarum), a természettudományok (Mathias Lobelius: Kruydtboeck), az anatómia (Andreas Vesalius és Joannes Valverde művei) és a matematika területéről (Simon Stevin: De thiende).
Halála után a humanista és tudományos művek háttérbe szorultak. Utódai a Moretus családból főleg a katolikus ellenreformáció műveit adták ki.